# Lycium fremontii
Lycium fremontii är en potatisväxtart som beskrevs av Asa Gray. Lycium fremontii ingår i släktet bocktörnen, och familjen potatisväxter. Inga underarter finns listade i Catalogue of Life.

## Bildgalleri

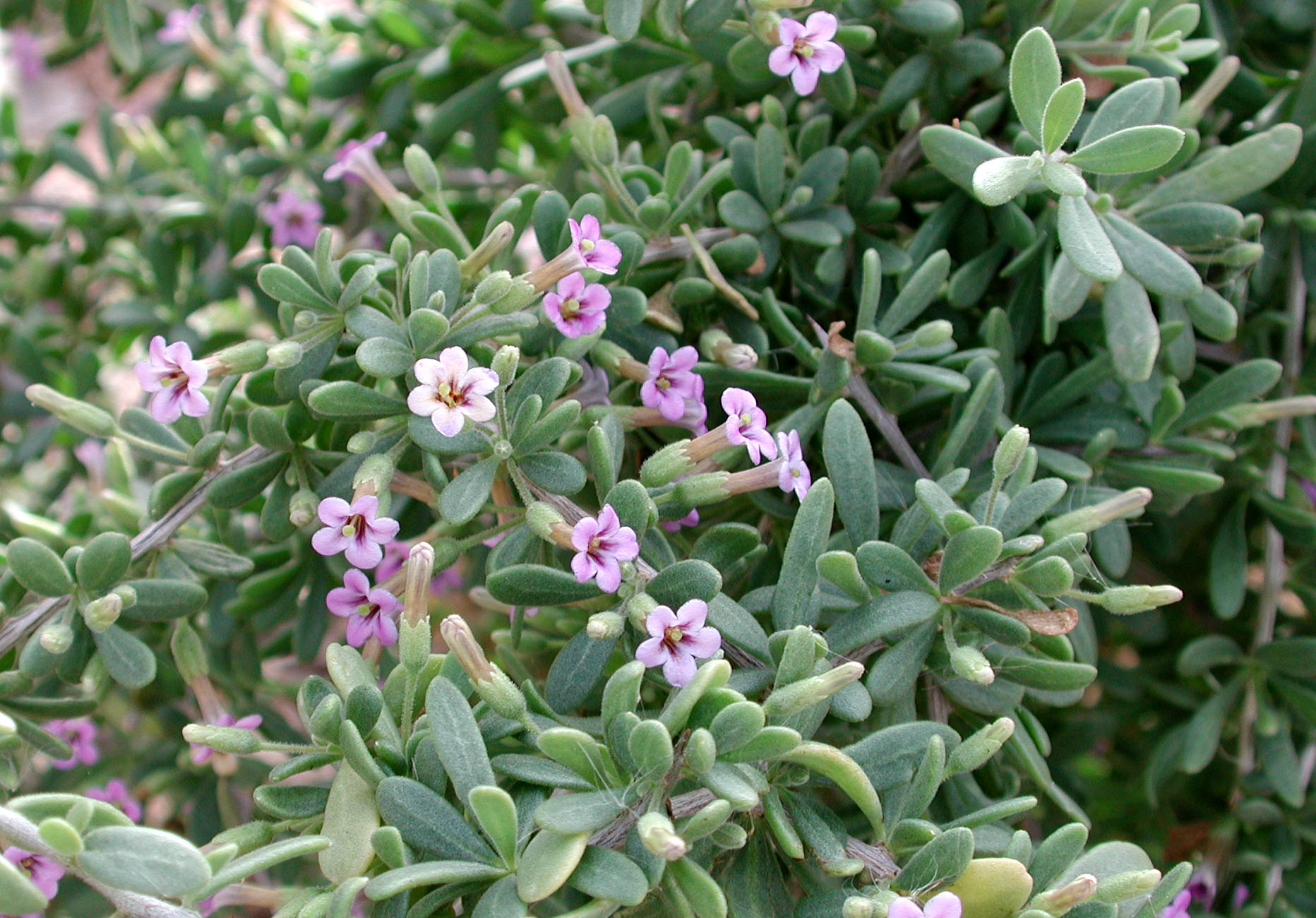
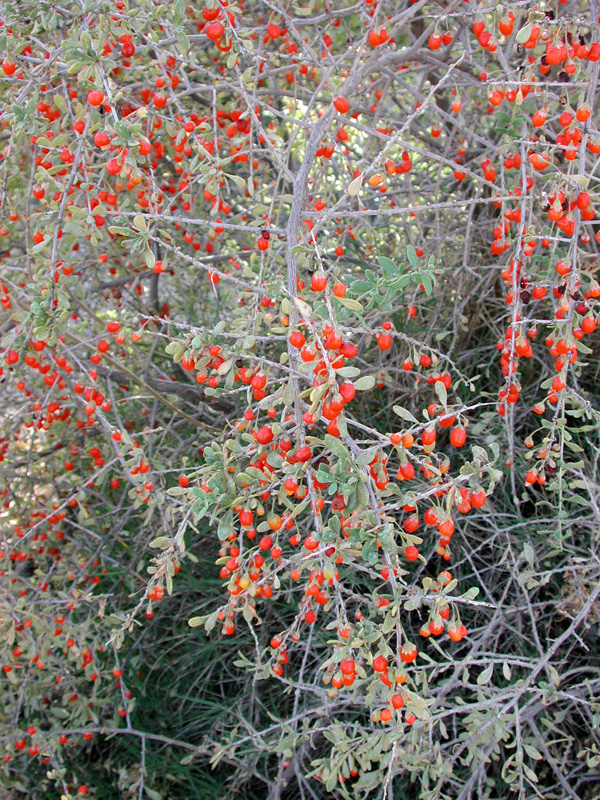